# 쓰루미료쿠치역
쓰루미료쿠치역 또는 쓰루미 녹지역(일본어: 鶴見緑地駅, つるみりょくちえき)은 일본 오사카부 오사카시 쓰루미구에 있는 지하철 나가호리쓰루미료쿠치 선의 철도역이다. 역 번호는 N26이다.

## 타는 곳
섬식 승강장 1면 2선 지하역.
수로 부분에 역사가 있어, 그 지하에 승강장이 있다. 개찰구는 1 개소, 정면으로 쓰루미 녹지로 통하는 넓은 출입구와 역전 광장이 있다.
| 1 | ■ 나가호리쓰루미료쿠치 선 | 가도마미나미 방면                |
| 2 | ■ 나가호리쓰루미료쿠치 선 | 교바시·신사이바시 역·다이쇼 방면 |

## 역세권 정보
- 쓰루미 녹지
- 오사카 시영 지하철 쓰루미 검차장

## 역사
- 1990년 3월 20일: 나가호리쓰루미료쿠치 선 교바시 ~ 당역간 영업 개시, 당시 종착역.
- 1997년 8월 29일: 가도마미나미까지 연장, 중간역이 됨.종찪기능 폐
- 2010년 3월 6일: 5일 심야에 자동 개찰기 철거를 해 9 → 6 기가 됨.

## 인접역
| ■ 오사카 메트로 나가호리쓰루미료쿠치선 | ■ 오사카 메트로 나가호리쓰루미료쿠치선 | ■ 오사카 메트로 나가호리쓰루미료쿠치선 |
| -------------------------------------- | -------------------------------------- | -------------------------------------- |
| N25 요코즈쓰미 다이쇼 방면             |                                        | 가도마미나미 N27 가도마미나미 방면     |